# Patrimonio Nacional
Patrimonio Nacional es un organismo público español dedicado al cuidado y mantenimiento de los bienes históricamente vinculados a la Corona de España. Adscrito a la Presidencia del Gobierno, a través del Ministerio de la Presidencia, Justicia y Relaciones con las Cortes, se rige por un Consejo de Administración (CAPN).
Los bienes administrados por esta entidad abarcan palacios, parques, jardines, monasterios, artes decorativas de diverso tipo (mobiliario, orfebrería, porcelana, relojes, etc.) y pinturas de grandes maestros como Goya, Velázquez, Tiziano, El Greco, Mengs y Salvador Dalí. Todo regalo oficial que recibe el rey también pasa a formar parte de los bienes del Patrimonio Nacional.
Durante el siglo xix y hasta 1931 era conocido como Patrimonio de la Corona, antes de pasar a denominarse, durante la Segunda República, Patrimonio de la República. Actualmente, dichos bienes son de titularidad estatal; tanto su mantenimiento como las nóminas del personal al servicio de su conservación corren a cargo de las arcas públicas. La Casa de Su Majestad el Rey puede disponer de ellos como residencia o bien para actos de Estado y ceremonias oficiales.
El Patrimonio Nacional no debe ser confundido con el patrimonio histórico-nacional (desde 1985 denominado histórico-artístico), que comprende todo el patrimonio de España que por su valor histórico o artístico debe ser protegido. Tampoco con los Reales Sitios; con este nombre se designaban en la Edad Moderna y Contemporánea las propiedades de la Corona utilizadas como lugar de recreo o como residencia estacional por los monarcas españoles y donde también se localizaban instalaciones de servicio para la corte. No todos los antiguos Reales Sitios son administrados por Patrimonio Nacional (como el Buen Retiro o La Isabela) ni todas las propiedades de este organismo fueron Reales Sitios (como La Mareta). 

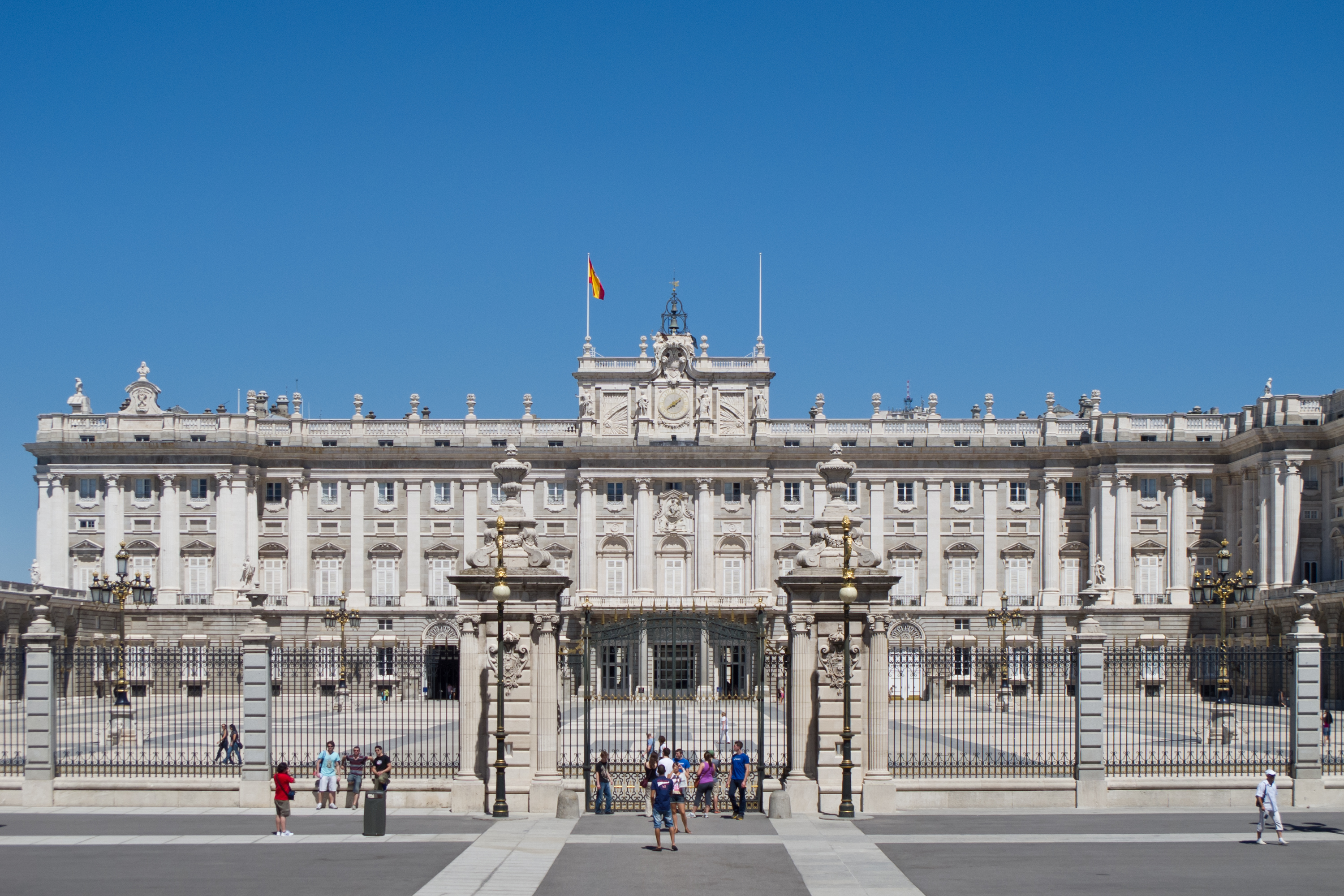
Palacio Real de Madrid

## Historia y descripción

### De 1940 a 1982
Patrimonio Nacional como organismo público tiene su origen en dos leyes (15 de junio de 1939 y 7 de marzo de 1940) promulgadas por el general Franco al final de la Guerra Civil. En dichas leyes se regía el funcionamiento del antiguo Patrimonio de la República (Patrimonio de la Corona antes de 1931), que mantenía gran parte de la estructura de 1932 pero cambiaba el nombre por Patrimonio Nacional, eliminando, por lo tanto, cualquier referencia monárquica o republicana. Con el nuevo nombre, parece que nadie cayó en la cuenta de la posible confusión que podría haber con el patrimonio histórico-nacional. A la nueva institución se incorporaban, además, los conventos y monasterios de patronato real segregados en 1932.
La nueva institución se encontraba regida por un "Consejo de régimen autónomo" elegido por el jefe del Estado y compuesto por un presidente y seis vocales, de los cuales uno servía de consejero delegado y gerente, otro de interventor y los cuatro restantes eran especialistas en "bellas artes, arquitectura, agricultura y montes". Varios de estos cargos fueron ocupados por importantes personalidades del régimen franquista, el almirante Carrero Blanco fue presidente del consejo desde 1941 hasta su muerte en 1973, el general Fuertes de Villavicencio ocupó el puesto de gerente desde 1963 hasta su cese en 1981, y el marqués de Lozoya fue consejero de bellas artes desde julio de 1939.

### Desde 1982
El marco jurídico que actualmente rige esta entidad está recogido en la Ley 23/1982, de 16 de junio, reguladora del Patrimonio Nacional y en el Real Decreto 496/1987, de 18 de marzo.
A su cabeza está, de nuevo, un Consejo de Administración compuesto por su presidente (nombrado por el Rey, con el refrendo del presidente del Gobierno), el gerente y, como máximo, trece vocales, profesionales de reconocido prestigio, de los cuales dos, al menos, deberán de provenir de instituciones museísticas y culturales de reconocido prestigio y proyección internacional. Igualmente, en dos de los Vocales, al menos, habrá de concurrir la condición de Alcaldes de Ayuntamientos en cuyo término municipal radiquen bienes inmuebles históricos del Patrimonio Nacional. Desde 1982, ha habido nueve presidentes del Consejo de Administración.
Inmediatamente por debajo del Consejo de Administración se sitúa el consejero gerente, que administra las dos ramas principales del organismo: direcciones (administración y medios, Colecciones Reales, inmuebles y medio natural y actos oficiales y culturales) y delegaciones (El Pardo, San Ildefonso, Aranjuez, San Lorenzo de El Escorial, San Jerónimo de Yuste, Palma de Mallorca y Reales Patronatos).

## Bienes administrados por Patrimonio Nacional
Según la ley reguladora del Patrimonio Nacional de 1982, los bienes gestionados por la institución son:

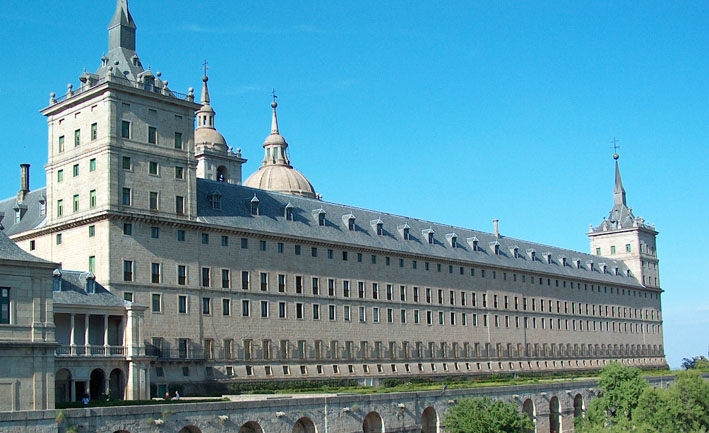
Real Monasterio de San Lorenzo de El Escorial

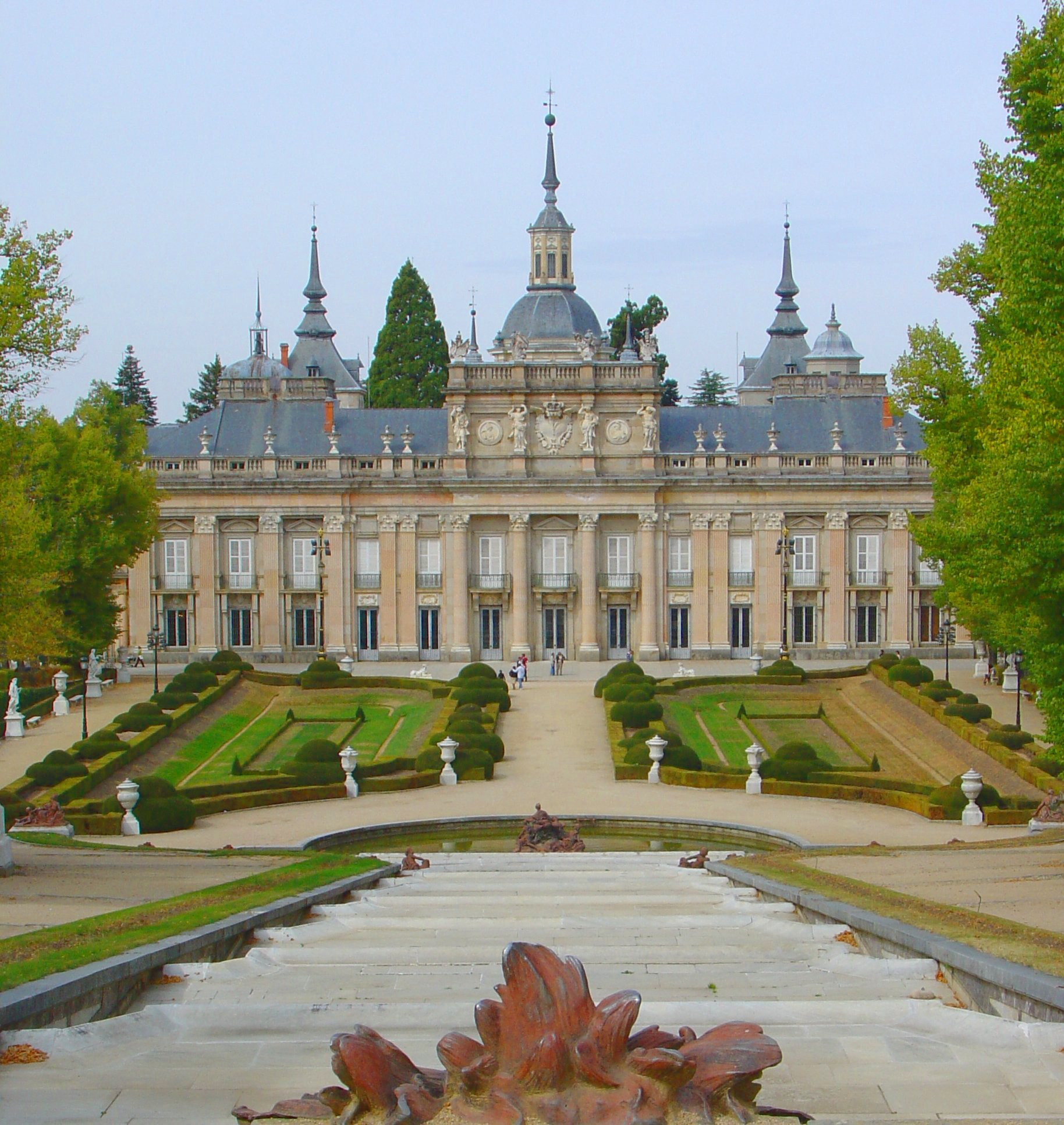
Palacio Real de la Granja de San Ildefonso

### Residencias reales
- Palacio Real de Madrid y el Campo del Moro.
- Palacio Real de Aranjuez y sus jardines (Aranjuez, Madrid).
  - Casa del Labrador (Aranjuez, Madrid).
- Palacio Real de San Lorenzo de El Escorial (Madrid).
  - Casita del Príncipe o Casita de Abajo (El Escorial, Madrid).
  - Casita del Infante o Casita de Arriba (San Lorenzo de El Escorial, Madrid).
  - Casas de Oficios de la Reina y de los Infantes (San Lorenzo de El Escorial, Madrid).
- Palacio Real de la Granja de San Ildefonso y sus terrenos anexos (Segovia).
- Palacio Real de Riofrío y sus terrenos anexos (Segovia).
- Palacio Real de El Pardo y el monte de El Pardo (Madrid).
  - Casita del Príncipe (El Pardo, Madrid).
  - La Quinta de El Pardo (El Pardo, Madrid).
  - Palacio de la Zarzuela (El Pardo, Madrid).
- Palacio Real de la Almudaina y sus jardines (Palma, Islas Baleares).
- los bienes muebles de titularidad estatal contenidos en los reales palacios.
- las donaciones hechas al Estado a través del rey.

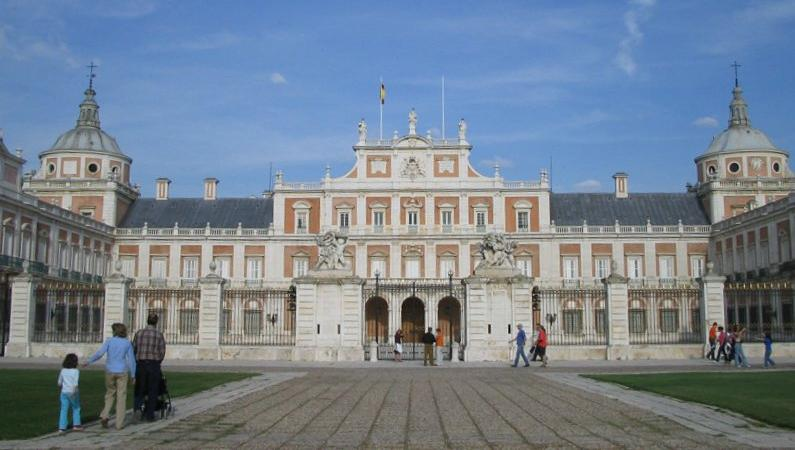
Palacio Real de Aranjuez

### Reales Patronatos
- Monasterio de las Descalzas Reales (Madrid).
- Real Monasterio de la Encarnación (Madrid).
- Real Monasterio de Santa Isabel (Madrid).
- Real Basílica de Atocha (Madrid).
  - Panteón de España (Madrid).
- Iglesia y Hospital del Buen Suceso (Madrid).
- Iglesia y Colegio de Loreto (Madrid).
- Monasterio de San Lorenzo de El Escorial (San Lorenzo de El Escorial, Madrid).
- Monasterio de Santa María la Real de las Huelgas (Burgos).
- Hospital del Rey (Burgos).
- Real Monasterio de Santa Clara de Tordesillas (Tordesillas, Valladolid).
- Real Convento de San Pascual (Aranjuez, Madrid).
- Real Colegio de Doncellas Nobles (Toledo).

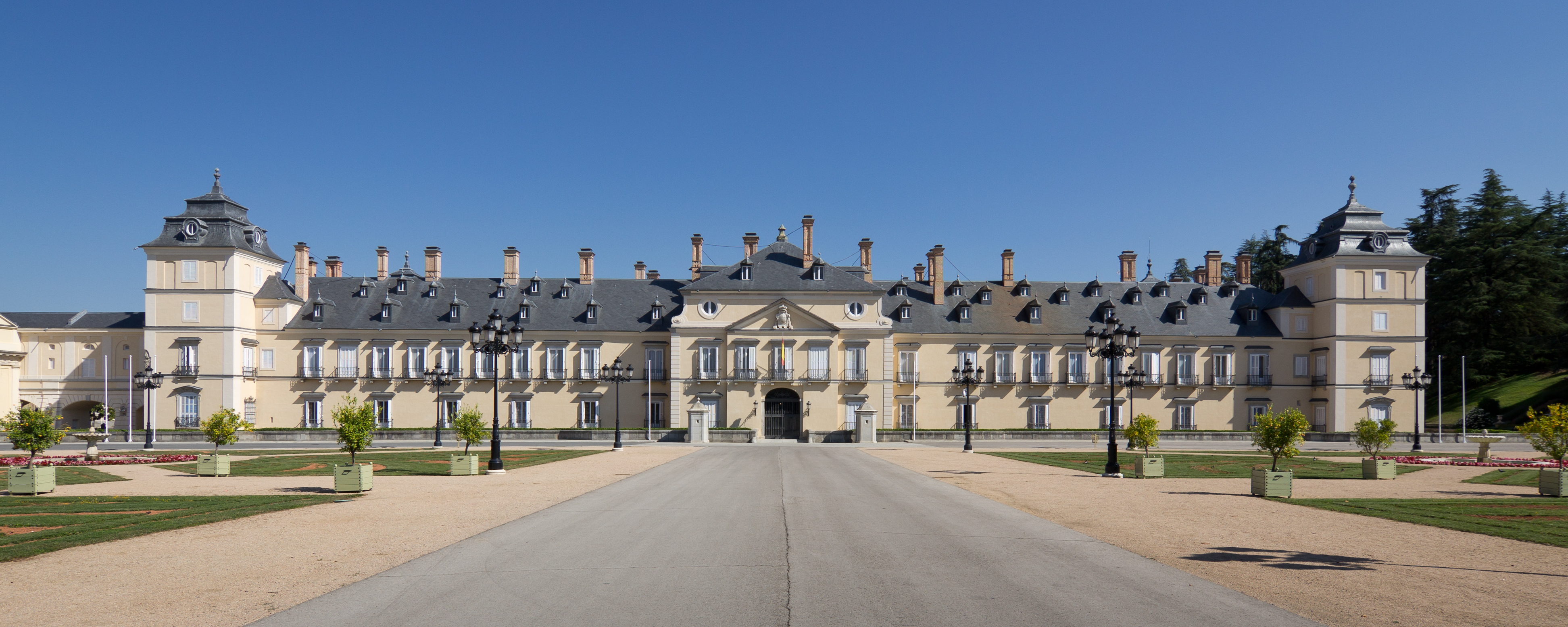
Palacio Real de El Pardo

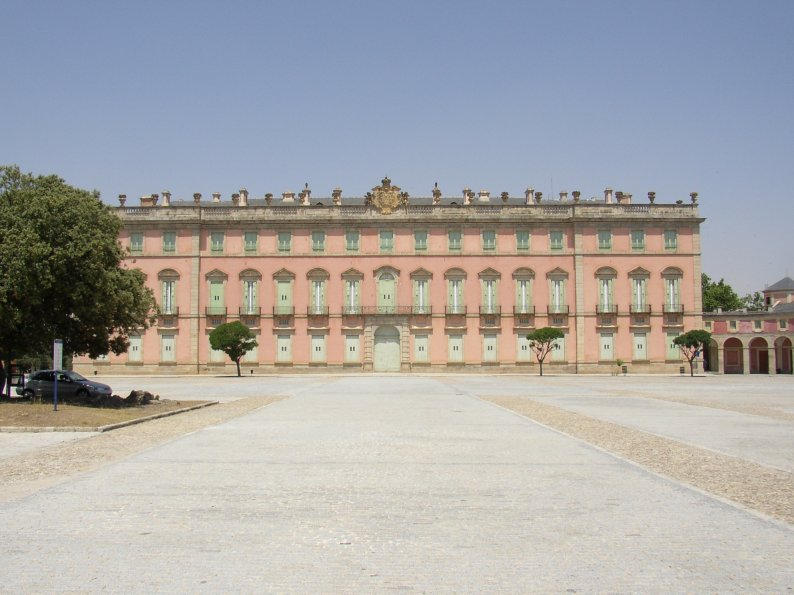
Palacio Real de Riofrío

### Museos situados en las residencias reales
- Nuevos Museos en el Palacio Real de Madrid (Madrid). - abiertos en 1963, actualmente cerrados.
- Museo de Carruajes (Madrid). - abierto en 1967, cerrado en 1992.[16]
- Galería de las Colecciones Reales (Madrid). - abierto en julio de 2023.
- Museo de la Historia del Traje de Corte (Aranjuez, Madrid). - abierto en 1971, cerrado en 1983.[17]
- Museo de la Vida de Palacio (Aranjuez, Madrid). - abierto en 1997, actualmente cerrado.[18][19]
- Museo de las Falúas Reales (Aranjuez, Madrid). - abierto en 1966.[20]
- Museo de Pintura y Arquitectura (El Escorial, Madrid). - abierto en 1963, cerrado en 2015.[21]
- Museo de Tapices (La Granja de San Ildefonso, Segovia). - abierto en 1950.
- Museo de la Caza (Riofrío, Segovia). - abierto en 1965.

### Otros inmuebles incorporados después de 1982
- Ermita de San Antonio de la Florida (Madrid).
- Valle de los Caídos (Abadía Benedictina de la Santa Cruz) (Madrid).
- Monasterio de Yuste (Cuacos de Yuste, Cáceres). - integrado en 2004.[22]

### Inmuebles no adscritos
Cabe señalar que algunas residencias utilizadas en tiempos recientes o que aún utilizan los reyes de España no están administradas por el Patrimonio Nacional, sino que dependen de administraciones locales. Son las siguientes:
- El Real Alcázar de Sevilla, residencia oficial del rey en Andalucía, que está a cargo del Real Patronato del Alcázar de Sevilla.
- El Palacete Albéniz, residencia oficial del rey en Cataluña, que depende del Ayuntamiento de Barcelona.
- El Palacio Real de Pedralbes, antigua residencia oficial del rey en Cataluña, cuyo titular es la Generalidad de Cataluña.

De ellos, solo el primero está abierto al público.